# Kuźnia Raciborska
Kuźnia Raciborska (tyska: Ratiborhammer) är en stad i Schlesiens vojvodskap i södra Polen. Kuźnia Raciborska, som för första gången nämns i ett dokument från år 1641, hade 5 469 invånare år 2014.